# Ceroplastes vinsonioides
Ceroplastes vinsonioides är en insektsart som beskrevs av Robert Newstead 1911. Ceroplastes vinsonioides ingår i släktet Ceroplastes och familjen skålsköldlöss. Inga underarter finns listade i Catalogue of Life.